# Setodes abbreviatus
Setodes abbreviatus là một loài Trichoptera hóa thạch trong họ Leptoceridae.